# Lindsey Jacobellis
Lindsey Jacobellis, född 19 augusti 1985 i Danbury i Connecticut, är en amerikansk snowboardåkare som tävlar i snowboardcross.
På OS 2006 vann hon silver i damernas snowboardcross efter att ha förlorat första platsen i målbacken på grund av ett misslyckat stiltrick.